# 红箭-10反坦克导弹
红箭-10反坦克导弹是中国的一种反坦克导弹，标准型号名称为AFT-10。由中国兵器工业集团公司在2000年代研制的，是中国人民解放军装备的一种非瞄准线攻击导弹武器系统，类似欧洲“独眼巨人（Polyphem）”导弹的光纤制导多用途导弹，属于第三代反坦克导弹。
在2014年8月“和平使命-2014”军事演习中该型导弹及其发射车首次公开亮相。 
另曾有报道将直-10上搭载的AKD-10与红箭-10混淆，但2010年代以来解放军规范军语，除已装备直升机的红箭-8外，新研制空对地导弹皆不再称为红箭。

## 设计
该型导弹配备导引头和光纤线圈，导弹发射后施放光纤保持与发射车链接，导引头中的图像通过光纤传回显控台，并接收上传控制指令。而射手通过观察图像从多数目标中精确识别出需要摧毁的目标（即导弹可在发射前不需要事先锁定目标，允许在隐蔽状态下"盲射"），并控制导弹飞向目标。弹体中部有较大的十字型弹翼。采用固体火箭助推器和微型涡轮喷气发动机，已披露的最大有效射程为10公里，可攻擊坦克、装甲車、低空直升機。

## 衍生型：AFT-10反坦克导弹发射车
红箭-10可装载于ZBD-04A履带底盘发射车，导弹采用八联装矩形运输/发射箱。另有使用08式步兵战车底盘、一汽解放MV3底盘、东風猛士底盘等的改型。这些改型被称作反坦克导弹-10，或AFT-10。

## 使用国
- 中华人民共和国